# Lorenzo James Henrie
Lorenzo James Henrie, né le 29 juin 1993 à Phoenix (Arizona), est un acteur américain.

## Biographie
Lorenzo Henrie est né et a grandi à Phoenix en Arizona avec ses parents Linda et Jim Henrie qui sont tous deux d'origine italienne. Il est le frère cadet de l'acteur David Henrie.

## Carrière
Il a commencé sa carrière d'acteur en 2003 en jouant dans le film Arizona Summer avec son frère David. Après être apparu dans Malcolm puis dans LAX, il a eu un rôle récurrent dans Sept à la maison dans le rôle de Jeffrey, le fils adoptif de Chandler (interprété par Jeremy London). Il est également apparu dans plusieurs séries comme Les Experts : Miami, Cold Case : Affaires classées, Ghost Whisperer, NCIS : Enquêtes spéciales et Wanted. En 2015, on apprend lors du Comic-Con de San Diego qu'il tiendra l'un des rôles principal de la série spin-off de The Walking Dead : Fear of the Walking Dead.

## Vie privée
Lorenzo Henrie a épousé Kyara Pintos le 6 novembre 2015. Ils ont quatre fils ensemble.

## Filmographie

### Cinéma
- 2003 : Arizona Summer : Jerry
- 2009 : Star Trek : Vulcan Bully
- 2010 : Almost Kings : Ted Wheeler
- 2015 : Paul Blart 2 : Super Vigile à Las Vegas : Lorenzo
- 2016 : Warrior Road : Joseph
- 2016 : Riding 79 : Migue
- 2019 : Only Mine : Tommy
- 2020 : This is the Year : Josh

### Télévision
- 2004 : Malcolm : gars normal
- 2004 : LAX : Cody
- 2004 : Sept à la maison : Jeffrey Turner (6 épisodes)
- 2005 : Ghost Whisperer : Rat
- 2005 : Wanted : Eric Pretatorio
- 2006 : Cold Case : Affaires classées : Mike jeune (2 épisodes)
- 2007 : Les Experts : Miami : Justin Montavo
- 2010 : NCIS : Enquêtes spéciales : Brandon
- 2014 : An American Education (téléfilm) : Carlos
- 2015–2016 : Fear the Walking Dead : Chris Manawa (20 épisodes)
- 2016 : Marvel : Les Agents du SHIELD : Gabe Reyes (4 épisodes)
- 2018 : Kevin Can Wait : Anthony